# Lexington Hills (Kalifornija)
Lexington Hills je naseljeno područje za statističke svrhe u američkoj saveznoj državi Kalifornija. Prema popisu stanovništva iz 2010. u njemu je živjelo 2.421 stanovnika.